# ハキム・ツィエク
- ハキム・ツィエク
- ハキム・シエシュ
- ハキム・ジエク
- ハキム・ジエシュ
- ハキム・ジイェシュ
- ハキム・ジイェフ
- ハキム・ジヤシュ

ハキム・ツィエク（Hakim Ziyech, アラビア語: حكيم زياش; ベルベル語: ⵃⴰⴽⵉⵎ ⵣⵉⵢⴰⵛ; オランダ語発音: [haˈkim ziˈjɛʃ];、1993年3月19日 - ）は、オランダ・フレヴォラント州ドロンテン出身のサッカー選手。カタール・スターズリーグ・アル・ドゥハイルSC所属。モロッコ代表。ポジションはミッドフィールダー。
オランダ語でchは地域によって発音が様々なことと、モロッコ系の名前の発音はオランダで様々な発音で読まれることで、Ziyechの発音の仕方は統一が取られておらず、様々な表記がある。2017年、所属するアヤックス・アムステルダムのインタビューにて、『本来の名字の綴りはZiyach、発音は「Ziyesj」（ジイェシュと発音する）』であると明言した。2018 FIFAワールドカップでは本来のHakim Ziyachの名前で登録した。

## クラブ経歴

### ヘーレンフェーン
ASVドロンテンでサッカーを始め、2004年にヘーレンフェーン/エメンのフットボール・アカデミーに移った。
2012年8月2日、UEFAヨーロッパリーグの予選3回戦、FCラピド・ブカレストとのホームゲームでトップチームにデビュー。同年8月12日にはエールディヴィジデビューも果たした。
2013-14シーズンのプレシーズンでスタメンに定着し、クラブトップスコアラーのアルフレズ・フィンボガソンに鋭いスルーパスを連発したことで、すぐに注目を集めた。2013年11月8日のRKCヴァールヴァイクとのホームゲームでは好調なプレーを見せてチームを5-2の勝利に導き、フットボール・インターナショナル紙の週間最優秀選手に選出された。「フットボールファンなら誰もがスタジアムに観に行きたがる、黄金の左足を持つクラシカルな10番」と讃えられた。

### トゥウェンテ
2014年8月、フェイエノールトのオファーを断り、10番のポジションでスタメンを確約されたFCトゥウェンテへ移籍した。シーズン当初はフォームを崩していたが次第に調子を上げ、シーズン後半は低調なチームを一人牽引して13得点とリーグ最多の16アシストを記録した。2015-16シーズンの開幕前には、チームのキャプテンに任命された。
その後、2015年は低迷にあえぐトゥエンテにあって、ただ一人、違いを作れる選手として、リーグ戦34試合で17得点と17アシストを記録し、この1年でエールディヴィジで最も得点に絡んだ選手となり、トゥエンテの全得点43点のうちの実に8割以上に絡んだ。しかし、2016年1月1日に出されたデ・フォルクスクラント紙のインタビューでは、クラブの運営陣を批判、1月4日にテクニカル・ディレクターのテッド・ファン・レーウヴェンによってキャプテンマークを剥奪された。4月3日のヴィレムII戦では、前半終わって0-2のビハインドから、直接FKからの2点とシュートのリバウンドからのゴールで3-2の逆転勝利をもたらし、フットボール・インターナショナルやアルメーヘン・ダッハブラッドなどで週間最優秀選手に選ばれた。また、評論家のフーゴ・ボルストには「(クライフの死後初のリーグ戦で)試合前の黙祷と14分目の拍手以上に、痩せた体格のツィエクがクライフを思い出させてくれた」と称賛された。
移籍が確実視されていた2016年夏の移籍市場だったが、FCトゥエンテに運営上の不正から降格処分の可能性があったこと、同じくトゥエンテの財政状況から各クラブが値下げを待ったことで、トゥエンテの要求額1500万ユーロに近い真剣なオファーが届かず、ツィエクはエールディヴィジ第4節までトゥエンテでプレーし、8月27日のスパルタ・ロッテルダム戦でも2ゴールでチームを勝利に導き、最後まで価値を示してフットボール・インターナショナルとアルメーヘン・ダッハブラッドで週間最優秀選手に選ばれた。最終的にFCトゥエンテでエールディヴィジ68試合30得点27アシスト、計57ゴールに絡む成績を残した。

### アヤックス
2016年8月30日、過去数年間ツィエクに具体的関心を示してこなかったアヤックスがシーズン序盤の成績不振により急遽獲得に動いて二日間の交渉の末に獲得した。移籍金は推定1100万ユーロ＋ボーナスで、オランダ国内ではミラレム・スレイマニ(1630万ユーロ)に続く歴代最高額移籍になった。その内40%がヘーレンフェーンとツィエク側に配分された。2017-18シーズンは、「エールディヴィジのベストプレイヤー」との評価を受ける一方で、低調な試合も多く、常にリスクを冒すプレーという理由以外にもシンプルなプレーでもボールロストを繰り返す試合が続いたことでアムステルダム・アレナで毎試合のようにブーイングを浴びた。シーズン終盤の4月に、アヤックス・サポーターを「彼らは自分たちを知るべき。同じプレーでも良い結果になった時だけ賞賛するのは偽善的行為だと思う」と批判した。チームがPSVの優勝決定戦に3-0で敗れた4月15日、アレナで帰ってくる選手バスを待ち構えていたサポーターたちの複数からツィエクが体を叩かれる事態となり、ツィエクは自身のSNSでアヤックス関係の投稿を全て削除。3日後のアレナでのVVV戦ではツィエクがボールを持つ度に拍手とブーイングが起きた。低調なプレーで2018 FIFAワールドカップを終えたツィエクはオファーが届かなかったことでそのままアヤックスに戻り、UEFAチャンピオンズリーグ予選にも出場した。しかし、8月2日にアヤックスが新加入のタディッチとの契約交渉で背番号10を与える約束をしていたことを理由にツィエクの背番号を同意無しに取り上げ、22に変更した。ツィエクはこの夏の移籍市場でアヤックスを去るつもりで、個人ではASローマと合意していたが、アヤックスと合意できるオファーを提示したクラブが無くそのまま残留が決まった。2018-19シーズンはチーム個人共に大躍進の年となった。特にUEFAチャンピオンズリーグでは決勝トーナメント1回戦レアル・マドリード戦で2試合連続ゴールを決める活躍で、チームをベスト4に導いた。

### チェルシー
2020年2月13日、2020-21シーズンよりチェルシーFCに移籍することが決定。9月10日、クリスチャン・プリシッチが背番号を22番から10番に変更したのに伴い、チェルシーでもアヤックス時代と同じ22番を着用することになった。10月28日に行われたCLグループステージ第2節、FCクラスノダール戦でチェルシー移籍後初ゴールを決めた。10月31日、プレミアリーグ第7節のバーンリー戦でプレミアリーグ初ゴールを決めた。シェフィールド・ユナイテッド戦でも2点を挙げ、4-1での勝利に貢献した。チェルシーでの初出場から4試合で2ゴール3アシストを記録。素晴らしい成績を残した。FAカップでは全ラウンドに出場。3回戦のモアカム戦ではカラム・ハドソン＝オドイのゴールを演出。その後の準々決勝シェフィールド・ユナイテッド戦では自らネットを揺らした。2021年はチャンピオンズリーグのマルメとのアウェー戦でチェルシー欧州通算500ゴール目を含む、8ゴールをマークした。2021年3月18日、アトレティコ・マドリードとのCL準々決勝2ndレグでゴールを決め、準決勝進出に貢献したものの、CL決勝のマンチェスター・シティ戦では出番はなかった。UEFAスーパーカップ、ビジャレアル戦でゴールを決め、PK戦でのチームの勝利に貢献した。2022年1月24日、トッテナムとのロンドン・ダービーでカラム・ハドソン＝オドイからボールを受け、ゴール左上に蹴り込みネットを揺らした。このゴールはゴール・オブ・ザ・シーズンにもノミネートされた。2月20日に行われたクリスタル・パレス戦で試合終了間際にゴールを決めた。冬の移籍市場ではPSGへのローン移籍間近だったものの、チェルシー側の書類不備により破談となった。

### ガラタサライ
2023年8月19日、トルコのガラタサライSKに買取オプション付きのレンタルで移籍した。

### アル・ドゥハイル
2025年1月30日、アル・ドゥハイルSCへ完全移籍することが発表された。

## 代表
オランダで生まれたツィエクは、U-19とU-21のユース年代ではオランダ代表としてでプレーし、2015年6月にオランダ代表監督のフース・ヒディンクがラトビアとのEURO予選とそれに先立つトレーニング期間にツィエクを招集しようとしたものの、怪我によりこれを辞退した。
2015年9月、モロッコ代表を選ぶことを決断し、10月9日のコートジボワール戦で代表デビューを果たしている（U-21オランダ代表でUEFA U-21欧州選手権予選に出場していたため、以後の変更はできない）。当初、オランダ代表を選ぶと語っていたツィエクが翻意した理由として、本人は後に「19歳以下の代表でもヨング・オランイェでもほとんど試合に出られなかった。それに、ダニー・ブリントが代表監督になって初めてのA代表のセレクションからも外された失望は大きかった」と、ザイスト（オランダサッカー協会の本部所在地）からの信頼が感じられなかったことを挙げている。
2017年1月のアフリカネイションズカップに向けてツィエクはプレースタイルとキャラクターを理由にモロッコの代表監督エルヴェ・ルナールの構想に入らず、本大会を前に怪我人が重なっても招集されることは無かった。戦術面と精神面の問題の他、ハリド・シヌーはフランス系モロッコ人とオランダ系モロッコ人の政治的対立背景の影響も指摘している。
2018 FIFAワールドカップに出場するモロッコ代表に選出された。グループリーグの全3試合に先発出場したが、チームはグループリーグで敗退した。
その後、2019年にヴァイッド・ハリルホジッチがモロッコの代表監督に就任すると、2021年6月のガーナ代表とブルキナファソ代表との親善試合に向けたメンバーに選ばれた。しかし、トレーニングに遅刻したうえに怪我を偽って試合出場とそのウォーミングアップを拒否したとして、その後の2022 FIFAワールドカップ・アフリカ2次予選以降は代表から追放された。
2022年2月にモロッコ代表からの引退を表明。しかし、自国のスター選手の代表追放についてモロッコ国民から反発を招いたことで同年8月11日にハリルホジッチが王立モロッコサッカー連盟から監督を解任される。これによりワリド・レグラギが新たな代表監督として選任されると、国際親善試合のチリ戦とパラグアイ戦で招集され代表チームに復帰した。11月10日、カタールW杯に臨むモロッコ代表のメンバーの1人に選ばれると、11月17日にW杯前の強化試合として行われたジョージア戦で先発出場して2年ぶりとなる代表でゴールを決めた。また本大会でもチームの柱として活躍し、グループステージでは全ての試合に出場し、第3戦のカナダ戦でゴールを決めた。決勝トーナメント1回戦、スペイン戦でチームはPK戦に持ち込まれると、ど真ん中に撃ち抜き、GKのヤシン・ブヌの活躍もあり3-0で勝利し、2回戦目にコマを進めた。準々決勝ではポルトガルと対戦し、エン＝ネシリのゴールを守りきり、準決勝にコマを進めた。準決勝前に怪我をし、心配されたが軽傷だったことによりフランス戦に出場した。チームは0-2で敗れ、3位決定戦にまわることになった。

## 個人成績

### クラブ
| クラブ           | シーズン | リーグ         | リーグ戦 | リーグ戦 | カップ戦 | カップ戦 | リーグ杯 | リーグ杯 | 国際大会 | 国際大会 | その他 | その他 | 合計 | 合計 |
| クラブ           | シーズン | リーグ         | 出場     | 得点     | 出場     | 得点     | 出場     | 得点     | 出場     | 得点     | 出場   | 得点   | 出場 | 得点 |
| ---------------- | -------- | -------------- | -------- | -------- | -------- | -------- | -------- | -------- | -------- | -------- | ------ | ------ | ---- | ---- |
| ヘーレンフェーン | 2012-13  | エールディビジ | 3        | 0        | 1        | 0        | -        | -        | 2        | 0        | 2      | 0      | 8    | 0    |
| ヘーレンフェーン | 2013-14  | エールディビジ | 31       | 9        | 3        | 2        | -        | -        | -        | -        | 2      | 0      | 36   | 11   |
| ヘーレンフェーン | 2014-15  | エールディビジ | 2        | 2        | -        | -        | -        | -        | -        | -        | 0      | 0      | 2    | 2    |
| ヘーレンフェーン | 通算     | 通算           | 36       | 11       | 4        | 2        | -        | -        | 2        | 0        | 4      | 0      | 46   | 13   |
| トゥウェンテ     | 2014-15  | エールディビジ | 31       | 11       | 5        | 4        | -        | -        | 2        | 0        | 0      | 0      | 38   | 15   |
| トゥウェンテ     | 2015-16  | エールディビジ | 33       | 17       | 1        | 0        | -        | -        | -        | -        | 0      | 0      | 34   | 17   |
| トゥウェンテ     | 2016-17  | エールディビジ | 4        | 2        | -        | -        | -        | -        | -        | -        | -      | -      | 4    | 2    |
| トゥウェンテ     | 通算     | 通算           | 68       | 30       | 6        | 4        | -        | -        | 2        | 0        | 0      | 0      | 76   | 34   |
| アヤックス       | 2016-17  | エールディビジ | 28       | 7        | 1        | 1        | -        | -        | 13       | 2        | 0      | 0      | 42   | 10   |
| アヤックス       | 2017-18  | エールディビジ | 34       | 9        | 1        | 0        | -        | -        | 4        | 0        | 0      | 0      | 39   | 9    |
| アヤックス       | 2018-19  | エールディビジ | 29       | 16       | 3        | 0        | -        | -        | 17       | 5        | 0      | 0      | 49   | 21   |
| アヤックス       | 2019-20  | エールディビジ | 21       | 6        | 2        | 0        | -        | -        | 11       | 3        | 1      | 0      | 35   | 9    |
| アヤックス       | 通算     | 通算           | 112      | 38       | 7        | 1        | -        | -        | 45       | 10       | 1      | 0      | 165  | 49   |
| チェルシー       | 2020-21  | プレミアリーグ | 23       | 2        | 6        | 2        | 0        | 0        | 10       | 2        | 0      | 0      | 39   | 6    |
| チェルシー       | 2021-22  | プレミアリーグ | 23       | 4        | 4        | 0        | 4        | 2        | 9        | 1        | 3      | 1      | 43   | 8    |
| チェルシー       | 2022-23  | プレミアリーグ | 18       | 0        | 1        | 0        | 1        | 0        | 4        | 0        | -      | -      | 24   | 0    |
| チェルシー       | 通算     | 通算           | 64       | 6        | 11       | 2        | 5        | 2        | 23       | 3        | 3      | 1      | 106  | 14   |
| 総通算           | 総通算   | 総通算         | 280      | 85       | 28       | 9        | 5        | 2        | 82       | 13       | 8      | 1      | 393  | 110  |

## 代表歴

### 出場大会
- モロッコ代表
  - 2018 FIFAワールドカップ
  - 2022 FIFAワールドカップ

### 試合数
- 国際Aマッチ 55試合 21得点（2015年-）[39]

| モロッコ代表 | 国際Aマッチ | 国際Aマッチ |
| 年           | 出場        | 得点        |
| ------------ | ----------- | ----------- |
| 2015         | 4           | 0           |
| 2016         | 5           | 5           |
| 2017         | 4           | 2           |
| 2018         | 10          | 5           |
| 2019         | 10          | 2           |
| 2020         | 3           | 3           |
| 2021         | 4           | 0           |
| 2022         | 10          | 2           |
| 2023         | 5           | 2           |
| 2024         |             |             |
| 通算         | 55          | 21          |

## プレースタイル・評価
- 2013年7月にSCヘーレンフェーンの監督マルコ・ファン・バステンは「ハキムは素晴らしい選手。フットボール面では何も教えることがない。器用で理解力があり、ボールを持った時に脅威になれる」と評価している[40]。
- 2014年にラファエル・ファン・デル・ファールトはMetro紙に自身の後継者候補を聞かれた際にツィエクの名前を挙げ「彼は特別なものを持っている。トリッキーな動きと素晴らしいシュート。彼の左足は本当に凄い」と讃えている[41]。
- ゴールやアシストで決定的な仕事をする一方、ボールを簡単に失うシーンも多く、オランダではエールディヴィジ最高の選手の一人との評価がありながら、各紙のクラッセメントで上位に上がることはほとんど無かった。これはトゥエンテというチーム全体が低調だったことと、その中でツィエク1人が勝つためにリスクを冒し続けなければならなかったのも要因と言える。
- ヴィレム・ファン・ハネヘムはツィエクを常に高く評価しており、2015年11月に「ツィエクを獲得していればフェイエノールトはカンピューンになっていた」[42]とお互いのために移籍が実現していた方が良かったと嘆き、2016年8月にはアヤックスがツィエク獲得に動いた時期に、「端的に言えば彼を獲得したクラブがカンピューンになる。それがフェイエノールトだったら素晴らしかったんだが」と悔やんだ[43]。
- 実際アヤックス移籍後も右サイド起用で簡単なプレーでのボールロストを続けていたが、遂に中盤で起用された9月24日のPEC戦(5-1)で3アシストと価値を証明。デ・フォルクスクラントのロベルト・ミセトはボールロストの多さへの批判に対して「しかしそれが彼を見ていて面白い存在にしているんだ。チームのプレーに奥行きをもたらす選手であり、みんなそれをスタディオンに見に来る」と評した[44]。
- 守備も献身的に行う、その献身さをチェルシーに買われた。
- カタールW杯で手にした報酬約4,500万円を全て慈善活動に寄付する人格者としての一面もある[45]。

## タイトル

### クラブ
アヤックス
- KNVBカップ：1回（2018-19）
- エールディヴィジ：1回（2018-19）

チェルシーFC
- UEFAチャンピオンズリーグ : 1回 (2020-21)
- UEFAスーパーカップ:1回（2020-21）
- FIFAクラブワールドカップ ：1回 (2022)

### 勲章
- モロッコ国家勲章（英語版） : 2022[46]